# Cineca

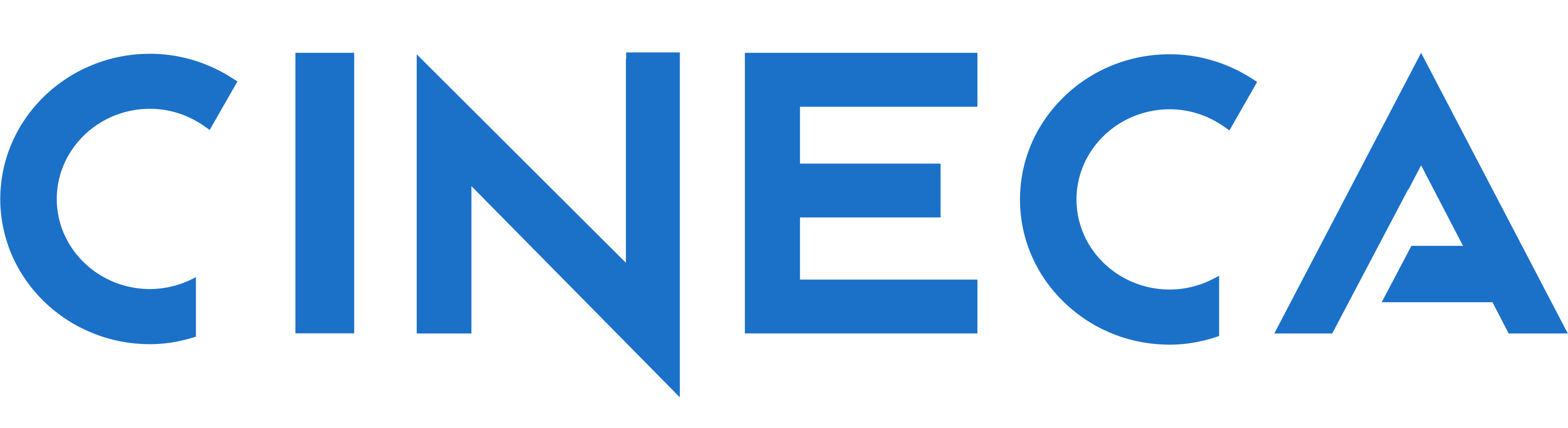
Logo

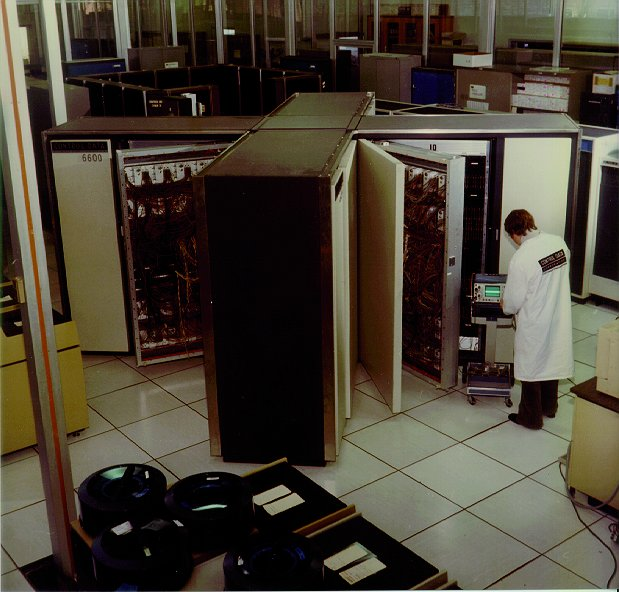
Der CDC-6600-Großrechner im Cineca, 1970

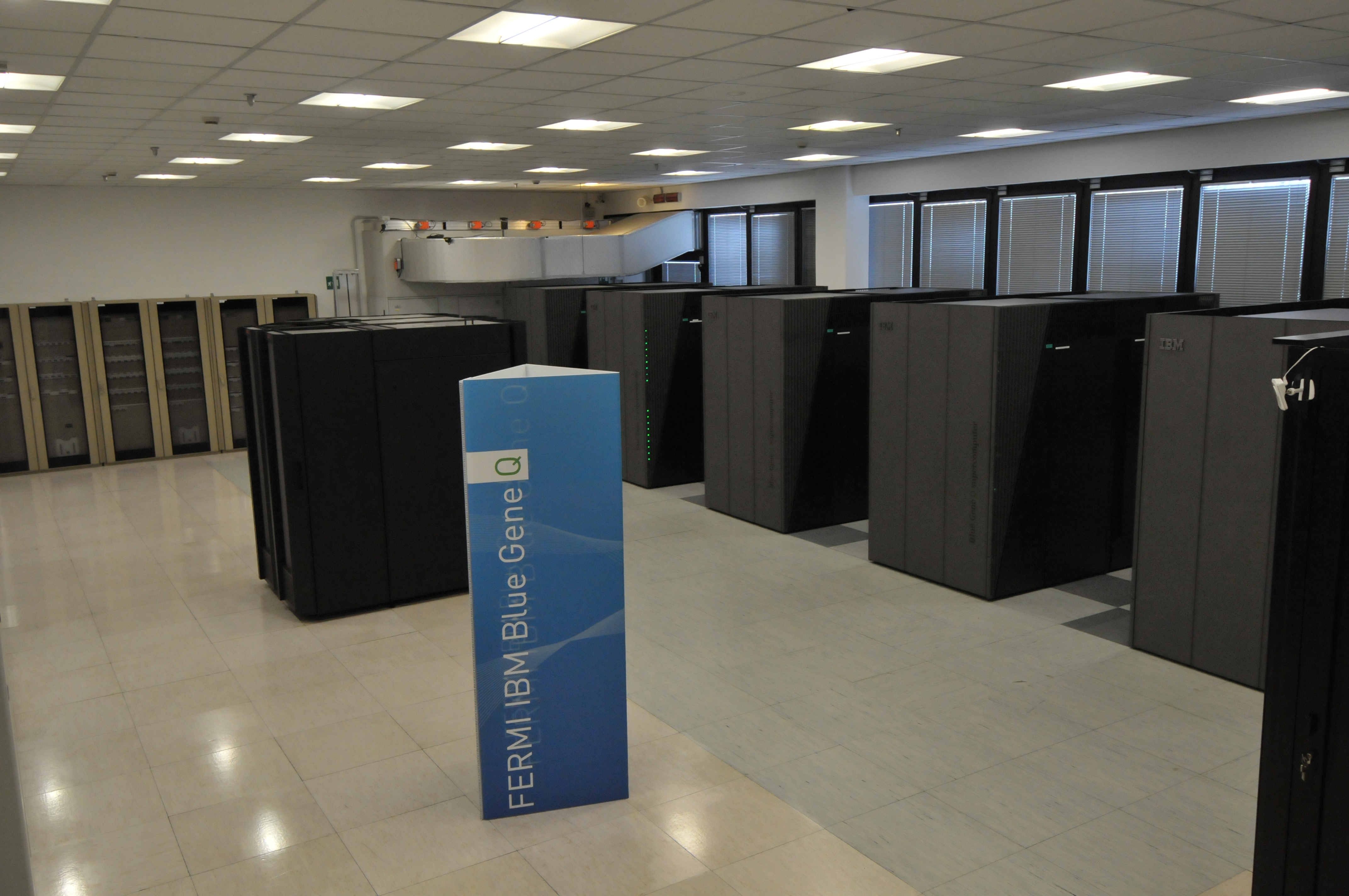
Der Fermi-IBM-Blue-Gene/Q-Großrechner im Cineca, 2012

Das Cineca (Eigenschreibweise: CINECA) ist ein gemeinnütziges Konsortium, das sich aus 69 italienischen Universitäten, 27 nationalen öffentlichen Forschungszentren, dem italienischen Ministerium für Universitäten und Forschung sowie dem italienischen Bildungsministerium zusammengeschlossen hat, und 1969 in Casalecchio di Reno, Bologna, gegründet wurde.

## Beschreibung
Das CINECA ist das leistungsstärkste Supercomputerzentrum für wissenschaftliche Forschung in Italien, wie aus der TOP500-Liste der leistungsstärksten Supercomputer der Welt aufgeführt ist: Marconi100, steht November 2021 auf Platz 18 der Liste, mit etwa 30 PetaFLOPS.
CINECA ist an OpenEuroLLM beteiligt.